# Tuez l'Androïde !
Pour plus de détails, voir Fiche technique et Distribution.
Tuez l'Androïde ! ou Shadowchaser (Project Shadowchaser) est un film d'action américain écrit et réalisé par John Eyres sorti en 1992. En France, le film est sorti directement en VHS.

## Synopsis
Une prise d'otage dans un hôpital par un groupe de terroristes qui a pour chef un indestructible androïde nommé Romulus. Ce dernier veut kidnapper Sarah la fille du président qui se trouve dans l’hôpital. L'agent du FBI Trevanian donne l'ordre de réveiller l'architecte dans une prison cryogénique qui a conçu l'hôpital pour sauver la fille du président. Mais ils ont réveillé par erreur Da Silva un ex-footballeur qui va devoir malgré lui affronter la terrible machine à tuer et sauver la fille du président et les otages.

## Fiche technique
- Titre français : Tuez l'Androïde ! ou Shadowchaser
- Titre original : Project Shadowchaser
- Réalisation : John Eyres
- Genre : Action, Science-fiction
- Pays de production : États-Unis
- Durée : 91 minutes
- Date de sortie : 
  - États-Unis : 2 juillet 1992
  - France : 1er janvier 1992 en VHS "Toujours inédit en DVD"

## Distribution
- Frank Zagarino : Androïd Romulus
- Martin Kove : Da Silva
- Meg Foster : Sarah
- Paul Koslo : Trevanian